# Aachenosaurus
Aachenosaurus, fosilni biljni rod dvosupnica (dikotiledon) iz gornje krede s vrstom Aachenosaurus multidens (Lat. "multus" (mnogo) i "dens" (zubi).
Ovaj naziv dolazi po mjestu otkrića u Belgiji (blizu njemačkog grada Aachena) i prevedeno znači aachenski gušter, jer se mislilo da su opisani fosilni fragmenti bili dva komada čeljusti neke vrste herbivornih dvonogih patkokljunih dinosaura znanstveno nazvanih Hadrosaurus. Ovaj opis dao je Gerard Smets koji je predstavio svoja otkrića na belgijskom geološkom društvu 1888.
Belgijski paleontolog Louis Dollo koji je vizualno pregledao uzorke ustanovio je da se radi o okamenjenom drvetu.
Hovelacque je pod imenom Nicolia moresneti povezuje s porodicom Piperaceae